# Pseudocraterellus sinensis
Pseudocraterellus sinensis é uma espécie de fungo pertencente à família Cantharellaceae.